# Edmund Kötscher
„Connie“ Edmund Kötscher (* 17. April 1909 in Berlin; † 15. Januar 1990 ebenda) war ein deutscher Unterhaltungsmusiker, Komponist und Bandleader.

## Leben und Wirken
Kötscher studierte Musik an der Hochschule für Musik Franz Liszt in Weimar bei Max Strub und Gustav Kulenkampff. Anschließend arbeitete er als Dirigent bei verschiedenen Orchestern, bevor er ein eigenes Tanzorchester leitete und war seit 1933/34 Konzertmeister am Berliner Admiralspalast, wo er eine Verpflichtung als Kapellmeister hatte. Nachdem das Erhard-Bauschke-Orchester häufig auf Tourneen oder vertraglich anderweitig gebunden war, wurde Kötscher damit beauftragt, beim deutschen Kurzwellensender ein Orchester aufzubauen. Ab 1939 spielte er mit seinem Tanzorchester (einer Studioband aus Musikern des Admiralspalastes, der auch der Pianist Helmuth Wernicke angehörte) ab 1939 eine Reihe von Schallplatten für Imperial und Electrola ein wie „Großstadtmelodie“ (Imperial 17269, mit dem Schuricke-Terzett), „Fidele Geisterstunde“ und „Cabaret der Noten“ (1939), „Schön ist die Zeit der jungen Liebe“, „Sing mit mir“ (1942), (beide mit Herta Mayen) und „Ich sag’ dir guten Morgen“ (um 1942/43, mit Liselotte Malkowsky, Electrola 7310). Kötscher schrieb rund 2000 Lieder, meist Unterhaltungsmusik und Schlager wie „Abends in der kleinen Bar“, „Liechensteiner Polka“, „Amsterdamer Polka“, „Wenn die Lichter wieder scheinen“ (aufgenommen von Arne Hülphers), aber auch Swing-beeinflusste Nummern wie „Step Boys“. Er komponierte außerdem Werke für Akkordeon, Bigband und Orchester; ferner schrieb er eine Bearbeitung von Mozarts Violin-Konzert in G-dur.